# Точка снизу
Точка снизу (◌̣, англ. dot below, underdot, subdot) — подстрочный диакритический знак.

## Использование в письменностях
- Во вьетнамском точкой под гласной обозначается нисходящий глоттализованный тон (nặng): ạ ặ ậ ẹ ệ ị ọ ộ ợ ụ ự ỵ.
- В африканском языке йоруба используются буквы ẹ [ɛ̙], ọ [ɔ̙], ṣ [ʃ], в которых точка взаимозаменяема с более традиционным вертикальной линией снизу.
- В астурийском языке диграф Ḷḷ ḷḷ используется для передачи ряда звуков ([ɖ], [d͡ʐ], [t͡ʂ] и [t͡s]) западных диалектов, соответствующих стандартному палатальному ll [ʎ].

## Использование в транскрипциях и транслитерациях
- Точка под буквой не используется в стандартном наборе МФА, хотя при необходимости её используют для обозначения апикальных ретрофлексных [ṣ ẓ], когда их нужно противопоставить субапикальным и/или ламинальным какуминальным, например, в языках тода и убыхском.
- В традиционных фонологических транскрипциях чаще всего точка под буквой обозначает абруптивные согласные: ḳ ḷ ṣ ṭ Ḷ/ƛ̣ f ṣ̌ ɕ̣ x̣ χ̣ q̇ ɬ̣.
- В семитских и других афразийских языках нижняя точка используется для обозначения эмфатических согласных: ḍ ḳ q̇ ṛ ṣ ṣ́ ṭ ẓ, конкретная фонетическая реализация которых зависит от языка.
- В индоарийских, дравидийских и реже других языках точкой обозначают ретрофлексные согласные: ḍ ḷ ḹ ṇ ṛ ṝ ṣ ṭ ẓ.
- Точка под гласными ẹ ị ọ ụ используется для обозначения закрытых гласных ([e i o u]), тогда как крючок под теми же буквами указывает на их открытость (ɛ ɪ ɔ ʊ).
  - В традиционной литовской транскрипции ẹ обозначает наоборот краткое закрытое /e/.
- ḥ передаёт санскритскую висаргу [h] и семитскую букву хет, произносимую как [ħ], [x] или [χ].
- ṃ передаёт санскритский знак бинду (анусвара), соответствующий назализации предыдущего гласного. Иногда передаётся точкой сверху (см. выше).
- В немецких словарях точка под гласной обозначает ударение и краткость данного гласного.

## Другое использование
- При записи эпиграфики точка под буквой обозначает неуверенное прочтение.